# Мамаев, Иван Игнатьевич
Ива́н Игна́тьевич Мама́ев (4 сентября 1923, Серяки, Вятская губерния — 28 марта 1997) — советский и украинский садовод, директор опытного хозяйства «Мелитопольское», Герой Социалистического Труда (1990), лауреат Государственной премии Украины в области науки и техники (1992).

## Биография
Родился 4 сентября 1923 года в деревне Серяки (ныне — в Арбажском районе Кировской области).
С 1936 года учился в Яранском сельскохозяйственном техникуме. В 1942 году он ушёл на фронт добровольцем с четвёртого курса техникума. В годы войны он учился в военном артиллерийском училище, участвовал в обороне Москвы и освобождении Украины. 29 мая 1946 года Иван Мамаев был признан инвалидом 2 группы и снят с воинского учёта.
15 февраля 1947 года он поступил на работу в опытное хозяйство «Мелитопольское» на должность техника. Позже И. И. Мамаев стал главным агрономом, а с 1972 по февраль 1997 года работал директором опытного хозяйства «Мелитопольское». В 1950 году без отрыва от производства окончил Мелитопольский техникум гидромелиорации и механизации сельского хозяйства, в 1956 году — Мелитопольский государственный педагогический институт, а в 1962 году — Крымский сельскохозяйственный институт. В 1970 году защитил диссертацию и получил учёную степень кандидата сельскохозяйственных наук. Опубликовал в научных журналах более 20 научных работ. Избирался депутатом Мелитопольского районного совета.
В 1992 году за работу «Селекция и внедрение сортов черешни в производство» И. И. Мамаеву и М. Ф. Оратовскому была присуждена Государственная премия Украины в области науки и техники.
15 февраля 1997 года, в день 50-летия своей трудовой деятельности, Иван Игнатьевич Мамаев ушёл на пенсию, а через несколько месяцев скончался на 74-м году жизни.

## Награды и звания
- Орден «Знак Почёта» (1966)
- Медаль «За доблестный труд» (1970)
- Почётная Грамота Президиума Верховного Совета Украинской ССР (1970)
- Орден Октябрьской Революции (1971)
- Заслуженный работник сельского хозяйства Украинской ССР (1983)
- Герой Социалистического Труда — указом № 230 Президента СССР Михаила Сергеевич Горбачёва «О присвоении звания Героя Социалистического Труда работникам агропромышленного комплекса Украинской ССР» от 7 июня 1990 года «за выдающиеся успехи в развитии сельского хозяйства, большой личный вклад в увеличение производства и продажи государству сельскохозяйственной продукции на основе применения интенсивных технологий и передовых методов организации труда»[2].
- Орден Ленина (1990)
- Государственная премия Украины в области науки и техники (1992)
- Почётный гражданин Мелитополя (23 марта 1995 года)[3]

## Память
- На здании Мелитопольской опытной станции садоводства установлена мемориальная доска в память об И. И. Мамаеве.